# Les Trois Grâces (Rubens, 1639)
Pour les articles homonymes, voir Les Trois Grâces.
Les Trois Grâces est un tableau de Pierre Paul Rubens réalisé en 1639 représentant les Trois Grâces.
L'œuvre fut conservée dans la collection personnelle de l'artiste jusqu'à sa mort, en 1640. Par la suite, elle fut acquis par Philippe IV qui ramena le tableau en Espagne en 1666 où il fut conservé à l'Alcázar royal de Madrid avant d'être accrochée au Musée du Prado.
Trois autres variations ont été réalisées par Rubens sur le thème des Trois Grâces, dont une grisaille en 1620.

## Description
Rubens renouvelle le genre classique de la représentation des Trois Grâces à travers un traitement baroque des personnages nus, à peine voilés et aux chairs opulentes.
Le tableau représente trois déesses et filles de Jupiter au service de Vénus, la déesse de l’Amour. Elles sont toutes trois nues et bien en chair, deux étant vues de trois quarts et une de dos. Rubens les a représentées à côté d’une fontaine, sous une guirlande de fleurs et sur un fond de paysage. Les visages, ronds et empâtés, sont inspirés de la sculpture classique, les bras et mollets sont épais. La couleur et les variations de lumière accentuent la beauté plastique des corps et le contraste entre le paysage de l'arrière-plan, clair et lumineux, et le couvert ombragé du premier plan.
Le personnage de gauche est directement inspiré de la deuxième épouse de Rubens, Hélène Fourment, le tableau ayant d'ailleurs été exécuté peu après son mariage.